# Гусаківська волость
Гусаківська волость — історична адміністративно-територіальна одиниця Звенигородського повіту Київської губернії з центром у селі Гусакове.
Станом на 1886 рік складалася з 5 поселень, 5 сільських громад. Населення — 8749 осіб (4384 чоловічої статі та 4365 — жіночої), 1229 дворових господарства.
|                     | Площа, десятин | У тому числі орної, дес. |
| ------------------- | -------------- | ------------------------ |
| Сільських громад    | 8195           | 6112                     |
| Приватної власності | 7616           | 3938                     |
| Казенної власності  | —              | —                        |
| Іншої власності     | 260            | 215                      |
| Загалом             | 16071          | 10265                    |

Поселення волості:
- Гусакове — колишнє власницьке село, 1240 осіб, 200 дворів, православна церква, школа, поштова станція 2 постоялих будинки, 8 вітряних млинів.
- Гуляйка — колишнє власницьке село, 552 особи, 77 дворів, православна церква, школа, постоялий будинок, водяний і 3 вітряних млини.
- Заліське — колишнє власницьке село, 1587 осіб, 243 двори, православна церква, школа, постоялий будинок, водяний і 10 вітряних млинів, пивоварний завод.
- Кобринове — колишнє власницьке село, 1368 осіб, 196 дворів, православна церква, школа, постоялий будинок, водяний і 6 вітряних млинів.
- Вільховець — колишнє власницьке село, 3535 осіб, 513 дворів, православна церква, єврейський молитовний будинок, 2 школи, лікарня, 4 постоялий будинки, 5 водяних і 9 вітряних млинів, цегельний і бурякоцукровий заводи.

Старшинами волості були:
- 1909 року — Гаврило Веніамінович Панасенко[2];
- 1910—1915 роках — Петро Федорович Фоменко[3],[4],[5],[6].